# Servicio Nacional del Consumidor
El Servicio Nacional del Consumidor, más conocido por la sigla SERNAC, es una entidad fiscalizadora chilena, autónoma, que se relaciona con el presidente de la República a través del Ministerio de Economía, Fomento y Turismo. Es responsable de fiscalizar, cautelar y promover los derechos del consumidor, establecidos en la Ley 19496, sus leyes y reglamentos complementarios, además de educar a los mismos sobre sus derechos y deberes.

## Historia

### Antecedentes
Su primario antecesor, el Comisariato General de Subsistencia y Precios, fue creado mediante el Decreto Ley 520 del 30 de agosto de 1932, durante el gobierno de Carlos Dávila. El organismo fue creado para enfrentar los efectos de la crisis de la Gran Depresión, ayudando a subsanar la casi inexistencia de legislación económica que existía hasta la fecha. El Comisariato tenía amplias atribuciones, como tomar medidas que evitasen el acaparamiento, resolver reclamos, fijar normas de calidad, importar bienes que se encontrasen en cantidades insuficientes dentro del país, fijar bandas de precios en bienes de primera necesidad e incluso establecer el precio de estos, cuando lo estimase conveniente. Durante el gobierno de Gabriel González Videla sus funciones se redujeron a fiscalizar y controlar las prácticas abusivas.
En 1953, mediante del Decreto con Fuerza de Ley 173, el Comisariato fue reemplazado por la Superintendencia de Abastecimiento y Precios (SAP), la que fue sustituida a su vez en 1960 por la Dirección de Industria y Comercio (Dirinco), a través del Decreto con Fuerza de Ley 242. Esta última era dependiente del Ministerio de Economía, Fomento y Reconstrucción, y estaba centrado en la fiscalización, pudiendo emitir juicios y dictámenes técnicos.
Durante la dictadura militar se reestructuró la economía hacia un esquema de libre mercado, limitando la acción del Estado sobre este, plasmado en el principio de subsidiariedad consagrado en la Constitución de 1980.[cita requerida] En esta línea, la Dirinco perdió en 1982 su calidad fiscalizadora, convirtiéndose en un ente destinado a la orientación y educación de los consumidores.

### Creación del SERNAC
En 1990 se creó el Servicio Nacional del Consumidor (SERNAC), simplemente reemplazando con el nuevo nombre todas las menciones a la Dirección de Industria y Comercio, a través de la Ley 18959, sin un cambio real en la legislación.
Finalmente, gracias a la promulgación en 1997 de la Ley 19496 sobre Protección de los Derechos de los Consumidores, se establecieron los derechos y deberes de los consumidores, y se estableció la atribución de Sernac para mediar en los conflictos de consumo.
En 2010, el SERNAC revisó los contratos de adhesión en el mercado financiero para transparentar y terminar con las cláusulas abusivas, instalando el tema en la agenda pública. A partir del 5 de marzo de 2012 un conjunto de atribuciones fortalecen al SERNAC para la protección de los derechos financieros de los consumidores. Se crea la Ley 20555, que fortalece los derechos de los consumidores de productos y servicios financieros y da más facultades al SERNAC. Lo anterior, en materia de ministros de fe, requerimientos de información y certificaciones en materia financiera o Sello SERNAC. 
SERNAC, antes del 13 de marzo de 2019, podía actuar en defensa del consumidor de las siguientes maneras: interponiendo acciones de clase o demandas colectivas con efecto erga omnes que persiguen la aplicación de multas, las que se pueden multiplicar por cada consumidor afectado (Ley 20416), que se decrete el cese de la conducta, obtener indemnizaciones para todos los afectados, las nulidades de las cláusulas abusivas en todos los contratos, el cumplimiento forzado de la prestación al grupo de consumidores; realizando gestión de reclamos ante los proveedores, denunciando un hecho de interés público ante la justicia para el cese y la aplicación de multas y realizando estudios e investigaciones. Sin embargo el servicio no tenía atribuciones para fiscalizar, multar o sancionar a los infractores. 
El 13 de septiembre de 2018, después de una dilatada tramitación en el Congreso la cual empezó el año 2014, sumado a que el Tribunal Constitucional pronunció la inconstitucionalidad de algunas facultades sancionatorias que fueron eliminadas del texto aprobado por las Cámaras, debiendo la Contraloría General de la República velar por la formalidad del decreto promulgatorio, el cual fue representado por dicho Órgano Superior de Control y finalmente repuesto por el gobierno; se publicó en el Diario Oficial la Ley 21081, que establece nuevas funciones al Servicio, tales como:
- El Servicio pasa a tener carácter fiscalizador, por lo que está autorizado para fiscalización de proveedores, sobre la base de un plan anual basado en riesgos, contando con amplias facultades de solicitud de antecedentes, incluso pudiendo solicitar la incautación, citando a declarar obligatoriamente a los representantes legales, administradores, asesores y dependientes de las entidades sometidas a su fiscalización.
- Procedimientos Voluntarios Colectivos, mecanismo que permite a los proveedores auto-denunciarse o a las Asociaciones de Consumidores el solicitarlo para efectos de que por intermedio del Servicio se llegue a una reparación de conductas que infrinjan los preceptos de la ley como medida extrajudicial, los cuales reemplazarán en forma oficial a las Mediaciones Colectivas
- Se refuerzan los procedimientos colectivos agregando la posibilidad de solicitar indemnizaciones por daños punitivos y "daño moral" para todos los consumidores afectados.
- Facultad de interpretar administrativamente la normativa de protección de los derechos de los consumidores que le corresponde vigilar.
- Proponer a la Presidencia de la República, a través del Ministerio de Economía, Fomento y Turismo, normas y reglamentos que regulen la implementación y fiscalización contempladas en la Ley 21081 y sus leyes complementarias.

Esta ley tendrá carencia de 6 meses para su entrada en vigencia, lo cual se cumple el 14 de marzo de 2019, y progresivamente se ampliarán las facultades a grupos de regiones de acuerdo al siguiente detalle:
- Antofagasta, Atacama, Valparaíso, Maule, Aysén del General Carlos Ibáñez del Campo y Magallanes y la Antártica Chilena, a partir del 14 de septiembre de 2019.
- Arica y Parinacota, Tarapacá, Coquimbo, del Libertador General Bernardo O'Higgins, Ñuble, Bío - Bío, la Araucanía, Los Ríos y Los Lagos, a partir del 14 de marzo de 2020.
- Metropolitana, a partir del 14 de septiembre de 2020.

## Directores nacionales
| Retrato | Director                   | Partido | Inicio                  | Final                   | Presidente                                                             |
| ------- | -------------------------- | ------- | ----------------------- | ----------------------- | ---------------------------------------------------------------------- |
|         | Luis Sánchez Castellón     | PDC     | 11 de marzo de 1990     | 1993                    | Patricio Aylwin Azócar                                                 |
|         | Francisco Fernández Fredes | PS      | 1993                    | 1998                    | Patricio Aylwin Azócar (1993-1994) Eduardo Frei Ruiz-Tagle (1994-1998) |
|         | Luis Bernal Riquelme       |         | 1998                    | 11 de marzo de 2000     | Eduardo Frei Ruiz-Tagle                                                |
|         | Alberto Undurraga Vicuña   | PDC     | 11 de marzo de 2000     | 2004                    | Ricardo Lagos Escobar                                                  |
|         | José Roa Ramírez           | PS      | 2004                    | 22 de febrero de 2010   | Ricardo Lagos Escobar (2004-2006) Michelle Bachelet Jeria (2006-2010)  |
|         | Juan Antonio Peribonio     | RN      | 11 de marzo de 2010     | 12 de noviembre de 2012 | Sebastián Piñera Echenique                                             |
|         | Juan José Ossa Santa Cruz  | RN      | 16 de noviembre de 2012 | 11 de marzo de 2014     | Sebastián Piñera Echenique                                             |
|         | Ernesto Muñoz Lamartine    |         | 13 de marzo de 2014     | 21 de marzo de 2018     | Michelle Bachelet Jeria                                                |
|         | Lucas del Villar Montt     | Ind.    | 18 de abril de 2018     | 11 de marzo de 2022     | Sebastián Piñera Echenique                                             |
|         | Andrés Herrera Troncoso    | Ind.    | 4 de octubre de 2022    | en el cargo             | Gabriel Boric Font                                                     |